# Другая жизнь (фильм, 1987)
«Другая жизнь» (азерб. Özgə ömür) — психологическая драма 1987 года. Фильм снят режиссёром Расимом Оджаговым по сценарию Рустама Ибрагимбекова на киностудии «Азербайджанфильм». Главную роль — ректора Рзаева — исполняет Александр Калягин. Ирина Купченко, сыгравшая его любовницу, удостоилась за эту актёрскую работу премии «Ника».

## Сюжет
Ректор института, кроме общественной и семейной жизни, тайно живёт другой жизнью.

## В ролях
- Александр Калягин — Фариз Амирович Рзаев
- Фахраддин Манафов — Тахирбеков
- Мухтар Маниев — Эфэндиев
- Мубариз Алиханоглу — Дадашев
- Ирина Купченко — Лиля
- Лия Ахеджакова — Роза
- Шукюфа Юсупова — Иманова
- Гаджи Исмайлов — Гасанов
- Нурия Ахмедова — Мина
- Гамлет Ханызаде — Аманулла
- Лариса Халафова — Вика
- Гюля Салахова — Тамилла
- Чингиз Шарифов — Рамиз
- Чингиз Мустафаев — Эльдар
- Зарнигяр Агакишиева — Сакина
- Мабут Магеррамов — следователь